# Andre Braugher
Andre Keith Braugher (Chicago, 1 juli 1962 – 11 december 2023) was een Amerikaans acteur. Hij werd voor een Golden Globe genomineerd in zowel 2001 (voor de televisieserie Gideon's Crossing) als in 2007 (voor de miniserie Thief). Voor datzelfde Thief won hij daadwerkelijk zijn tweede Emmy Award, nadat hij in 1998 zijn eerste won voor zijn rol als Frank Pembleton in de televisieserie Homicide: Life on the Street.
Braugher debuteerde in 1989 op het witte doek als korporaal Thomas Searles in de historische oorlogsfilm Glory. Hij bouwde sindsdien zijn cv uit met rollen in meer dan tien andere films, meer dan dertig inclusief die in televisiefilms. In laatstgenoemde categorie speelde hij in vijf verschillende titels het personage Winston Blake, naast Telly Savalas als hoofd- en titelpersonage Kojak. Behalve in films is Braugher te zien met wederkerende rollen in meer dan 175 afleveringen van verschillende televisieseries. Zijn omvangrijkste daarin zijn die in Homicide: Life on the Street, waarin hij honderd afleveringen Detective Frank Pembleton speelde, en Brooklyn nine nine, waarin hij ruim honderdvijftig afleveringen Captain Raymond Holt speelde.
Braugher trouwde in 1991 met Ami Brabson, die van 1993 tot 1998 in Homicide: Life on the Street te zien was als Mary Pembleton, de echtgenote van Braughers personage. Samen kregen ze in 1992 zoon Michael en in 1996 zoon Isaiah.
Braugher overleed op 11 december 2023 op 61-jarige leeftijd na een kort ziekbed.

## Filmografie
*Exclusief 15+ televisiefilms
| - Emily & Tim (2015) - The Gambler (2014) - The Baytown Outlaws (2012) - Superman/Batman: Apocalypse (2010, stem) - Salt (2010) - Passengers (2008) - The Mist (2007) - Fantastic Four: Rise of the Silver Surfer (2007) - Live! (2007) - Poseidon (2006) - Salem's Lot (2004, televisiefilm) | - Duets (2000) - Frequency (2000) - A Better Way to Die (2000) - All the Rage (1999) - City of Angels (1998) - Thick as Thieves (1998) - Get on the Bus (1996) - Primal Fear (1996) - Striking Distance (1993) - Glory (1989) |

## Televisieseries
*Exclusief eenmalige rollen
- BoJack Horseman – stem Woodchuck Coodchuck-Berkowitz (2017, vier afleveringen)
- Brooklyn Nine-Nine  – Captain Raymond 'Ray' Holt (2013-2021, 153 afleveringen)
- Law & Order: Special Victims Unit – Bayard Ellis (2011-2015, zes afleveringen)
- Last Resort – Captain Marcus Chaplin (2012-2013, dertien afleveringen)
- House – Dokter Darryl Nolan (2009-2012, vier afleveringen)
- Men of a Certain Age – Owen Thoreau Jr. (2009-2010, tien afleveringen)
- Thief – Nick Atwater (2006, zes afleveringen)
- The Jury – Rechter Loren Price (2004, twee afleveringen)
- Hack – Marcellus Washington (2002-2004, veertig afleveringen)
- Gideon's Crossing – Dokter Ben Gideon (2000-2001, twintig afleveringen)
- Homicide: Life on the Street – Detective Frank Pembleton (1993-1998, honderd afleveringen)
- ’’The Good Fight’’ - Ri’Chard Lane (2022 seizoen 6, tien afleveringen

- Bibsys: 9057634
- Biblioteca Nacional de España: XX1149959
- Bibliothèque nationale de France: cb14052812f (data)
- CiNii: DA18727042
- Gemeinsame Normdatei: 14236035X
- International Standard Name Identifier: 0000 0000 8133 3499
- Library of Congress Control Number: no97037807
- Nationale Bibliotheek van Tsjechië: xx0066127
- Nationale Bibliotheek van Israël: 987007320261105171
- Nederlandse Thesaurus van Auteursnamen: 23652710X
- Réseau des bibliothèques de Suisse occidentale: 02-A021974401
- SNAC: w6g45m6k
- Système universitaire de documentation: 07098493X
- Virtual International Authority File: 54349692
- WorldCat: E39PBJtMrbGY9jRMWf9C7M3hHC